# Église Saint-Gervais-et-Saint-Protais de Jort
L'église Saint-Gervais-et-Saint-Protais est une église catholique située à Jort, en France.

## Localisation
L'église est située dans le département français du Calvados, à l'est du bourg de Jort.

## Historique
Le 28 avril 1734, Antoine Jérôme Delbrouck, époux de Marie Anne de Beaurepaire de Louvagny, peintre et écuyer originaire de Limoges, est inhumé dans la chapelle de la Sainte-Vierge de cette église en présence de François de la Follie et de Louis Coullibeuf.
L'édifice est inscrit au titre des monuments historiques depuis le 18 mars 1927.